# Districtul Federal Volga
Districtul Federal Volga (Privoljsky) (în limba rusă: Приво́лжский федера́льный о́круг) este unul dintre cele șapte districtele federale (okruguri) ale Rusiei. Districtul formează partea de sud-est a Rusiei europene. În conformitate cu rezultatele recensământului rusesc din anul 2002, districtul avea o populație de 31.154.744, care trăiau pe o suprafață de 1.038.000 km². Ulterior, noul recensământ din 2010 a stabilit că au fost 29.899.699 de locuitori, din care 66,26% ruși. Președintele Vladimir Putin l-a numit, pe 14 noiembrie 2005, pe Alexandr Konovalov în funcția de împuternicit special prezidențial pentru acest district.
Districtul federal este compus din mai multe entități, care se bucură de un grad înalt de autonomie, unele dintre ele corespunzând unor minorități etnice (marcate cu asterisc): 
| 1. Bașkortostan* 2. Ciuvașia* 3. Regiunea Kirov 4. Mari El* 5. Mordovia* 6. Regiunea Nijni Novgorod 7. Regiunea Orenburg 8. Regiunea Penza 9. Ținutul Perm 10. Regiunea Samara 11. Regiunea Saratov 12. Tatarstan* 13. Udmurtia* 14. Regiunea Ulianovsk |